# Giacomo Casanova
Giacomo Casanova, italijanski pustolovec in pisatelj, * 2. april 1725, Benetke, † 4. junij 1798, Duchcov, Češka. 
Bil je italijanski pustolovec, pisatelj, pesnik, filozof, diplomat in znanstvenik. Njegova avtobiografija, Zgodba mojega življenja (Histoire de ma vie - Story of My Life), velja za eno najpomembnejših zapuščin pri razumevanju življenja ljudi 18. stoletja. 
Velikokrat se je podpisoval s psevdonimi, primer sta prevzeto materino ime, grof Farussi, pa tudi kot Chevalier de Seingalt, Jacques Casanova de Seingalt. Sam trdi: »Abeceda je last vsakogar; tu ni dvoma. Vzel sem osem črk in jih premetal tako, da sem dobil Seingalt. Tako oblikovana beseda mi je bila všeč in sem jo posvojil za svoj vzdevek…«
Bil je eden najbolj izobraženih in razgledanih ljudi svojega časa, saj je govoril vse takratne evropske jezike in bil podkrepljen z znanjem filozofije. Imel je znance in prijatelje v najvišjih slojih takratne družbe. Ogromno se je selil iz države v državo in vsepovsod je bil dobrodošel gost, katerega pripovedovanju spominov so radi prisluhnili. Danes ga poznamo predvsem kot legendarnega ljubimca in osvajalca ženskih src.
Bil je sodobnik zgodovinskih razsvetljencev, z nekaterimi, kot so Voltaire, Goethe in Mozart, pa je tudi sodeloval. Stike je imel tudi z evropskimi kraljevimi družinami, papeži in kardinali.

## Mladost
Casanova se je rodil v Benetkah, igralki po imenu Zanetta Farussi in njenemu možu, prav tako igralcu, ki se je imenoval Gaetano Casanova. Bil je prvi izmed šestih otrok tega para.
Za čas njegovega rojstva so Benetke slovele kot evropsko mesto užitkov na čelu s slovitim Karnevalom, ki je trajal šest tednov. Vse to je močno vplivalo na odraščajočega Casanovo. 
Ko mu je bilo osem let mu je oče umrl, mati pa je veliko potovala in je sina v času daljše odsotnosti pustila v varstvo svoji materi, Marzii Baldissera. Na babico se je zelo navezal, predvsem zato, ker se je od matere čutil zavrženega, kljub njenim občasnim obiskom. 
Nekaj časa je bival tudi pri svojem učitelju, Abbe Gozziju, kjer se je zaljubil v njegovo sestro in prek nje tudi doživel prvo grenko ljubezensko izkušnjo, saj ga je zavrnila. 
Pri dvanajstih je šolanje nadaljeval na Univerzi v Padavi, ki jo je zaključil s sedemnajstimi leti. Pridobil si je pravniško diplomo, na željo svoje matere in babice. Na Univerzi se je spoznaval tudi z moralno psihologijo, kemijo, matematiko, zelo navdušen pa je bil nad medicino. Med šolanjem je velikokrat igral na srečo in tako zapadel v dolgove, za kar je bil poklican nazaj domov, čeprav je veselje do iger na srečo v njem ostalo trdo zakoreninjeno. 
V rojstnih Benetkah se je zaposlil kot pravnik, a se je velikokrat vračal na Univerzo v Padovi. Pod svoje okrilje ga je vzel tudi senator Alvise Gasparo Malipiero, ki ga je vpeljal v najvišje družbene kroge.
Streznila ga je šele smrt babice 18.3.1743, ki ga je zelo prizadela. Poleg tega se je sprl tudi z Malipierom, svojim varuhom. Odšel je v semenišče, kjer pa ni ostal dolgo, zaradi dolgov so ga namreč zaprli. Za izpustitev se je pogajal s takratnim kardinalom, Acquavivo.  Nadaljnje preživetje si je zagotavljal z vojaškim služenjem, kmalu zatem tudi s kariero poklicnega igralca na srečo pri komaj 21 letih, pa tudi kot igralec na violino v teatru San Samuele. 
Nekoč se je vračal z neke poroke in našel izgubljeno pismo, ki ga je vrnil lastniku. Izkazalo se je, da je bil to senator Matteo Bragadin, pomembna politična osebnost z veliko pomembnimi vezami. Postala sta prijatelja in nekoč mu je Casanova rešil tudi življenje, kar mu je zagotovilo senatorjevo pokroviteljstvo. Zapustil ga je šele čez tri leta, ko je bil obtožen goljufije in je moral bežati iz Benetk. 
Pribežal je v Parmo, kjer je spoznal Henriette, žensko, ki jo je izmed vseh svojih avantur ljubil najgloblje, četudi je bila poročena. 
Po njuni ločitvi je živel dve leti v Parizu, kjer se je izučil jezika in se povezal z višjimi sloji; filozofi, diplomati, plemiči, prav tako pa tudi izpili svoj bonton. Bil je zelo spreten v odnosih. V svoji avtobiografiji opisuje razmerja z več kot 120 ženskami, omenja pa tudi moške ljubimce.

## Ječa in veliki pobeg
26.7. 1755 ga je beneška inkvizicija zaradi obtožb nemorale nepričakovano aretirala, mu zaplenila vse njegove spise in ga zaprla v ječo. Kriv naj bi bil namreč zavajanja nedolžnih, goljufije pri kartah, kvarjenja deklic in poročenih žena, preklinjanja, posesti neprimernih knjig in pripadnosti tajnim društvom. Zaprt je bil v samici, kar ga je utesnjevalo. Misliti ni moral na nič drugega kot samo na pobeg. Preko skrivnih sporočil sta se za pobeg odločila skupaj s še enim jetnikom po imenu Balbi. S pomočjo dleta sta si utrla pot na prostost, izmuznila sta se v prostor za obiskovalce, se preoblekla in tako so ju pazniki sami nevede izpustili. Njegov pobeg še danes veja za eno najznamenitejših zgodb o njem. 

## Potovanja
Po tem je živel v Parizu, kjer je sodeloval v številnih goljufijah. Začelo se je njegovo veliko popotniško življenje, obiskoval je številne destinacije, med drugim Amsterdam, Köln, Holandijo, Zürich, Avignon, Genovo, Livorno, Rim , Neapelj, Milano, Marseille, London, Belgijo, Madrid.

## Revščina
Po osemnajstih letih izgnanstva pa je končno dobil dovoljenje za ponovni vstop v domovino, Benetke. Trpel je pomanjkanje, kasneje mu je umrla tudi mati. Zaradi izgubljene mladosti je bil tudi ob svoj vpliv in položaj v družbi.
Razočaranja so se vrstila in naposled se je leta 1783 odločil dokončno zapustiti domovino.
Leta 1780 se mu je porodila ideja, da bi začel popisovati svoje življenje, vendar je z delom pričel komaj leta 1790.  Delo je poimenoval Zgodba mojega življenja, bolj pa je znano pod imenom Spomini.

## Pozna leta in smrt
Vrnil se je na Dunaj, kmalu tudi v Pariz in videl, kako zelo sta se mesti spremenili. Večina starih prijateljev in znancev mu je umrlo, mesti sta tudi izgubili svoj sijaj. Tako se je ustalil, pustolovskega življenja je bilo zanj konec. Začel je veliko pisati, brati, urejati knjige.  V starosti se je predal tudi veri, ki jo je v mladosti potiskal na stran. 
Mirno življenje je bilo zanj velik šok, velikokrat se je čutil osamljenega in razmišljal celo o samomoru. V zadnjih letih se ga je lotil revmatizem, izgubil je zobe in lase, bil je zguban, povrh vsega je trpel tudi za putiko. V življenju je tudi večkrat prebolel sifilis, kar je na njem pustilo negativne posledice.
Padel je v  komo in junija 1797 umrl. Eden njegovih najbolj znanih in tudi zadnjih izrekov se je glasil: »Živel sem kot filozof, umiram kot kristjan!« 

## Dela
Vsega skupaj je napisal 43 del, večinoma romane, pesmi, spomine, pisma. Pisal je v francoščini in italijanščini. 
Nekaj njegovih najbolj znanih del:
- Zgodba mojega življenja ali Spomini (nedokončano, obsega 3600 strani, opisuje njegovo življenje od rojstva do leta 1774);
- Epistolarij ( zbrana pisma princem, cesarjem, opatom, profesorjem, vojakom, igralkam, ljubicam, 1772);
- Spodbujanje zgodovine beneške vladavine, kot jo je napisal Amelot de la Houssaie (1769);
- Prazen ništrc ali Pismo likantropa; 
- Mislečev samogovor (1786);
- Ikozameron (zasnovano 1782, izšlo 1788);
- Razmišljanje o francoski revoluciji (napisal men 1793-94, vendar datum ni zanesljiv).

## Navedki
- »Moje življenje je moja snov, moja snov je moje življenje.«[6]

- »Ne le da verjamem v enega boga, jaz sem kristjan, utrjen s filozofijo, ki nikoli ničemur ne prizanaša.«[6]

- »Živel sem kot filozof, umiram kot kristjan.«[6] (zadnje besede)